# 秋水仙素
秋水仙素，又称秋水仙鹼（英語：colchicine）是最初萃取于百合科植物秋水仙的种子和球茎的一种植物碱。它是白色或淡黄色的粉末或针状晶体，有剧毒。最先用于治療风湿病和痛風，但是它的瀉藥及促進嘔吐的功能也成為醫生處方的原因。現在主要用於治療痛風。

## 历史
秋水仙的萃取物可用於痛風治療上的記載最先出現於迪奥科里斯於公元一世纪所著的《藥物論》。
秋水仙素最先由两位法国化学家P·S·波列特与J·B·卡文顿於1820年提取出来 
。还有一种说法，秋水仙素是在1937年发现的。
此物質之後經研究，為三環類的生物鹼，而它在痛風治療上的止痛及消炎效果則與其跟微管蛋白結合的能力有關。

## 药理学

### 生物功能
秋水仙素將細胞內的微管中主要的成分微管蛋白黏合，阻止微管的聚合作用，从而抑制纺锤体的形成，阻止隨著細胞支架改變的有絲分裂，而且還會停止嗜中性球的活動能力，因为纺锤体无法形成，染色体不可能到达赤道板上，细胞分裂将被阻断在间期，可引起純炎症或抗炎效用。

### 藥用
秋水仙素受美國食品藥品監督管理局認可授權，主治痛風及家族性布氏桿菌病（亦稱地中海熱），次治類澱粉變性症(AA)及硬皮症。其副作用包括腎、肝臟衰竭及嗜中性白血球減少症。重劑量的秋水仙素亦會損害骨髓及導致貧血；鑑於其劑量將引起強烈副作用，故秋水仙素亦不適合用作治療癌症。

#### 研究
秋水仙碱可抑制NLRP3炎性小体的激活，有研究认为它具有治疗动脉粥样硬化和COVID-19的潜力。

### 毒性
中毒症状与砷中毒类似：中毒后2至5小时出现症状，包括口渴和喉咙有烧灼感、发热、呕吐、腹泻、腹疼和肾衰竭。随后伴有呼吸衰竭并引起死亡。虽然存在各种各样的治疗方法，但现阶段还没有能够应用于临床的解毒剂。

### 植物学应用
秋水仙素可以誘導植物細胞發生多倍性，原理是在有絲分裂時，抑制紡錘體微管生成，阻止染色體分離（促使染色體複製，但阻止細胞分裂）。結果生成的一半配子不包含染色體，而另一半配子則包含為正常兩倍的同源染色體（例如一般情況為單倍體時，則變成雙倍體），繼而導致由此結合而成的合子和胚胎亦包含為正常兩倍的同源染色體（例如一般情況為雙倍體時，則變成四倍體）。
以上情況若發生於動物細胞通常是致命的，但植物細胞對此不但有更佳的耐力，而事實上多倍性的植物往往體積會較大、較強壯及有較高的生長速度。因此，這種處理經常用於商業性的植物繁殖。
當一四倍體植物與另一雙倍體植物交配，其三倍體後代是不育的。在商業上，植物種子的供應者可以藉此令種植者必須向其購買種子。另一方面，三倍體植物授粉後會生成「無核」的果實（通常三倍體不會生產花粉，須由另一株雙倍體提供花粉），例如無籽西瓜就是以此方法生產。
同時，秋水仙素亦可透過誘發多倍性，令不育的雜種（Hybrids）獲得繁殖能力。（植物可產生新種，增加果實產量）例如小麥（四倍體）和裸麥（雙倍體）雜交而成的黑小麥是不育的三倍體，以秋水仙素處理則可以生產出能育的六倍體黑小麥。透過生殖操作，亦可導致單性結果。
秋水仙素亦可以诱发基因突变。秋水仙素诱发基因突变的基本机理是：秋水仙素的分子结构与基因分子的碱基相似，它在不妨碍基因复制的情况下组成基因的成分参入到基因分子中去。但由于秋水仙素中的取代基与正常碱基不同，所以它在参入基因分子时或以后，会使基因复制时发生偶然配对上的差错，从而导致基因突变。 